# Österbergen
Österbergen är kullar i Åland (Finland). De ligger i den norra delen av landskapet, 24 km norr om huvudstaden Mariehamn. Österbergen ligger på ön Fasta Åland.
I omgivningarna runt Österbergen växer i huvudsak barrskog. Runt Österbergen är det glesbefolkat, med 9 invånare per kvadratkilometer.